# Konstantín Sarsania
Konstantin Sergueéievich Sarsania (en ruso: Константин Сергеевич Сарсания; Moscú, 11 de junio de 1968-Ibíd., 7 de octubre de 2017) fue un jugador y entrenador de fútbol soviético que jugaba en la posición de defensor.
Jugó para los reservistas de FC Dinamo Moscú, luego en las ligas inferiores soviéticas por clubes como el Krásnaia Presnia/Asmaral de Moscú, Fákel de Vorónezh y Spartak Ordzhonikidze. También jugó en Francia por los clubes RC Lens y FC Dunkerque. Fue nombrado agente de fútbol, tenía la licencia de FIFA. Fue entrenador del FC Sportakademklub de Moscú (2006-2008) y FK Jimki (2008-2009). Era el director deportivo del Zenit de San Petersburgo.